# Shikyō
O shikyō (em português: quatro espelhos) são quatro histórias japonesas no género rekishi monogatari do final do período Heian ao início do período Muromachi. Eles também são conhecidos como kagami mono.
As quatro histórias são:
- Ōkagami (O Grande Espelho) 『大 鏡』
- Imakagami (Espelho de Hoje) 『今 鏡』
- Mizukagami (O espelho d'água) 『水鏡』
- Masukagami (O Espelho Limpo) 『増 鏡』